# Spongodes acaulis
Spongodes acaulis är en korallart som först beskrevs av Verseveldt 1968.  Spongodes acaulis ingår i släktet Spongodes och familjen Nephtheidae. Inga underarter finns listade i Catalogue of Life.